# جاك أنتوني
جاك أنتوني (بالإنجليزية: Jack Anthony)‏ هو مغن مؤلف ومغني أمريكي، ولد في 20 مايو 1982 في Harbor City, Los Angeles ‏ في الولايات المتحدة.

## وصلات خارجية
- جاك أنتوني على موقع IMDb (الإنجليزية)
- جاك أنتوني على موقع ميوزك برينز (الإنجليزية)

- الموقع الرسمي